# Álvaro de Hita
Álvaro de Hita Ondaro (Ciudad Real, 16 de febrero de 1977) es un jugador de balonmano español que juega de portero en el Ángel Ximénez Puente Genil de la Liga Asobal es tío de Alejandro Manuel Carpintero y es padre de Irene de Hita .
Durante la Liga Asobal 2023-24 es el jugador más veterano.

## Clubes
| Club                       | País   | Año         |
| -------------------------- | ------ | ----------- |
| ADC Cátedra 70             | España | 1995 - 1996 |
| BM Ciudad Real             | España | 1996 - 1999 |
| Club Balonmano Pozoblanco  | España | 2002 - 2007 |
| Club Balonmano Huesca      | España | 2007 - 2009 |
| Club Balonmano Pozoblanco  | España | 2009 - 2010 |
| BM Ciudad Encantada        | España | 2010 - 2014 |
| Ángel Ximénez Puente Genil | España | 2014 - Act. |